# (8737) Takehiro
(8737) Takehiro – planetoida z pasa głównego asteroid okrążająca Słońce w ciągu 5 lat i 190 dni w średniej odległości 3,12 au. Została odkryta 11 stycznia 1997 roku w obserwatorium astronomicznym w Ōizumi przez Takao Kobayashiego. Nazwa planetoidy pochodzi od Takehiro Hayashiego (ur. 1951), profesora Uniwersytetu w Hiroszimie zajmującego się edukacją astronomii i nauk o Ziemi. Przed nadaniem nazwy planetoida nosiła oznaczenie tymczasowe (8737) 1997 AL13.